# Tanytarsus ligulatus
Tanytarsus ligulatus är en tvåvingeart som beskrevs av Reiss 1972. Tanytarsus ligulatus ingår i släktet Tanytarsus och familjen fjädermyggor. Inga underarter finns listade i Catalogue of Life.